# スター・スター
「スター・スター」(Star Star)は、ローリング・ストーンズの楽曲。作詞・作曲はミック・ジャガーおよびキース・リチャーズ。1973年発表のアルバム『山羊の頭のスープ』収録。

## 解説
『山羊の頭のスープ』のラストを飾る曲。チャック・ベリースタイルのリフから始まる軽快なロック・ナンバーだが、歌詞は有名人とばかり寝たがるグルーピーについて辛辣に語る内容となっている。リチャーズによれば、全てジャガー一人によって書かれた曲だという。この曲の元々のタイトルは「スターファッカー（Starfucker）」だったが、バンドのプライベート・レーベル、ローリング・ストーンズ・レコードのディストリビューターであるアトランティック・レコードの社長、アーメット・アーティガンにより変更させられた。歌詞にはスティーヴ・マックイーンやその交際相手（当時）のアリ・マッグロー、またジョン・ウェインといった実在の人物の名前があるが、訴訟を回避するため、バンドはリリース前にマックイーン本人に曲のテープを送り、名前の使用許諾を得てリリースにこぎつけた。さらにアメリカでは、歌詞のうち2箇所（「お前のアソコはきれいだろう」と「お前はきっとジョン・ウェインを奴が死ぬ前にモノにするだろう」のくだり）を加工処理して歌詞を聞き取り辛くする処置が取られた。これは1994年のリマスター版では元のバージョンに修正されたが、2009年の再リマスター版では全世界でこの検閲バージョンの方が採用された（検閲バージョンのCD化はこれが初）。歌詞の内容には批判もあった様で、ジャガーは「俺は全ての女性がスターファッカーだなんて言ってないぜ。ただそういう女をたくさん見てきたからそういう曲を書いただけだ。つまりみんなは自分達の振る舞いを見せ付けられてるだけのことであって、それを描いただけでアンチ・フェミニストということにはならないだろ」と弁解している。BBCでは歌詞が過激すぎるとしてこの曲を放送禁止にしている。
この曲はイギリスやアメリカではシングル化されていないが、ヨーロッパ数カ国でシングルカットされ、スイスで7位、ベルギーで9位、オランダで16位を記録している。

## コンサート・パフォーマンス
アルバムのリリース直後から始まった1973年のヨーロッパツアーからセットリストに加えられ、その後1975年から1979年、1981年、1997年-1998年、2003年の各ツアーで披露されている。公式ライブ・アルバムでは、『ラヴ・ユー・ライヴ』（1977年）に1976年のパリ公演の演奏が収録されている。またDVD『フォー・フリックス』（2004年）にも、2003年のリックス・ツアーでの演奏が収録されている。

## レコーディング・メンバー
- ミック・ジャガー - リード&バッキングボーカル[1]
- キース・リチャーズ - エレキギター（リード）、バッキングボーカル[1]
- ミック・テイラー - エレキギター（リズム）[1]
- ビル・ワイマン - ベース[1]
- チャーリー・ワッツ - ドラムス[1]
- イアン・スチュワート - ピアノ[1]
- ボビー・キーズ - サックス[1]

## カバー
- ジョーン・ジェット&ザ・ブラックハーツ - アルバム『アルバム』（1983年）のカセット版に隠しトラックとして収録[6]。後にベスト・アルバム『フラッシュバック』（1993年）にも収録された。